# Almöbroen
Almöbroen (sv. Almöbron, eller Tjörnbron) forbinder øerne Källön og Tjörn i skærgården nordvest for Göteborg. Den 18. januar 1980 blev broen påsejlet af et norsk tankskib, Star Clipper, hvorefter den styrtede sammen. 8 personer omkom, da de ikke i tide blev opmærksomme på at broen var styrtet sammen og derfor kørte ud over klippen i deres biler. Den var dengang Sveriges længste buebro. Den blev genopført som en skråstagsbro og genåbnet for trafik den 9. november 1981.